# 나가키촌
나가키촌(長木村)은 아키타현 기타아키타군에 있던 촌이다. 현재의 오타테시 중심부에서 북동단에 걸친 구역에 해당한다.

## 지리
요네시로강의 지류 나가키가와 유역을 촌역으로 하고, 나가키가와 상류부에는 고사카 철도 고사카 선의 역 주변에 취락이 산재해 있었다.

## 역사
- 1889년 4월 1일 - 정촌제 시행에 의해 8촌의 구역으로 성립하였다.
- 1933년 - 구 가라사와촌을 분할해 오다테정에 편입하였다.
- 1955년 3월 1일 - 오다테시에 편입해, 동일 나가키촌은 폐지되었다.

## 교통
- 주요 지방도 현도 오다테코사카 선(현 아키타 현도 2호 오타테 도와다코 선)